# 大沢岳太郎

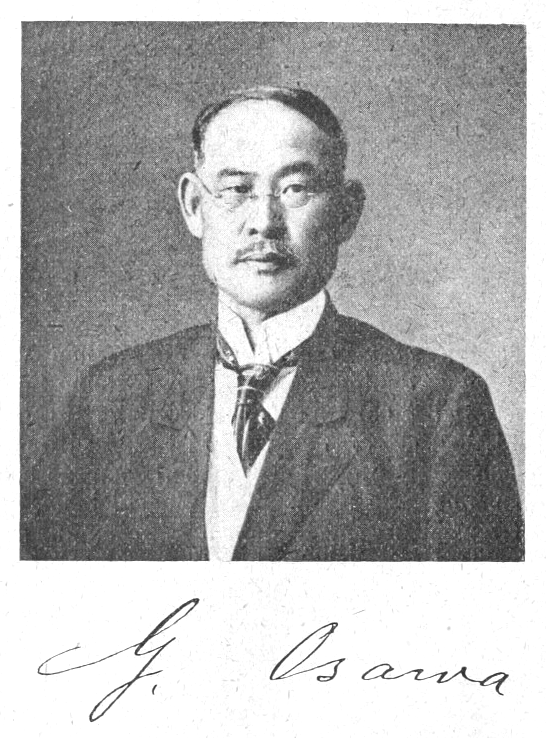
大沢岳太郎

大沢 岳太郎（おおさわ がくたろう、1863年8月9日（文久3年6月25日） - 1920年12月5日）は、日本の解剖学者。医学博士。理学博士。旧姓は大橋。

## 人物
尾張国海東郡津島村（現・愛知県津島市）出身。1882年に帝国大学医学科を卒業し、1887年に助手となる。1894年に妻を亡くしたのを機に、1895年に自費でドイツに留学。1897年にドイツ人女性と再婚し、同年に帰国、医学博士の学位を取得。1900年に東京帝国大学の教授となる。両生類や爬虫類などの比較組織学を研究。著作に「解剖学講本」などがある。1916年にサンショウウオの研究論文で理学博士の学位を取得。
1920年12月3日、大学での講義を終え、布佐駅で下車して帰宅する途中で倒れ、通行人により自宅へ運ばれるが昏睡状態となり、12月5日に死去した。

## 栄典
- 1917年（大正6年）12月28日 - 正四位[3]

## 逸話
森於菟『解剖雑話』（昭和18年8月1日AKより放送。随筆集『耄碌寸前』所収）の東京帝国大学医学部解剖学教室の標本を説明した文に「ただ最後にこれらの人体標本の一体として故大沢岳太郎先生がご自身の遺骸を教室に残し永久に解剖学ないし人類学研究者の材料となっておられますのは誰人も敬意を表することを禁じ得ないこところと思います。」と記している。